# Motutangi
Motutangi ist eine kleine Siedlung im Far North District der Region Northland auf der Nordinsel von Neuseeland.

## Geographie
Die Siedlung befindet sich rund 20 km nordnordwestlich von Awanui und rund 11 km südöstlich von Houhora auf der Aupōuri Peninsula. Die Ostküste mit der Rangaunu Bay erstreckt sich rund 4 km östlich von Motutangi. Durch die Siedlung führt der New Zealand State Highway 1 nach Norden.